# Тімм Василь Федорович
Васи́ль Фе́дорович (Ґеорґ-Вільгельм) Тімм (Georgs Vilhelms Timms; * 1820 — † 1895) — маляр і графік, за походженням латиш. Навчався в Петербурзькій академії мистецтв, 1855 академік. Брав участь (серед ін. і з Тарасом Шевченком) в ілюструванні збірника «Наши, списанные с натуры» (1841—1842); 1851—1862 видавав й ілюстрував «Русский Художественный Листок», в якому вмістив ряд власних літографій на українські теми: «Золоті ворота в Києві», «Пам'ятник кн. Володимирові», «Пам'ятник хрещення Русі на березі Дніпра», «Аскольдова могила» та ін.; портрети Тараса Шевченка та інших мистців. Від 1867 року жив переважно в Німеччині.

## Галерея

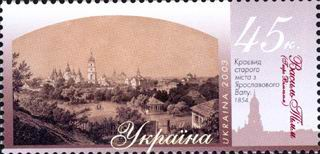
Марка Укрпошти з серії «Київ очима художників»: «Краєвид старого міста з Ярославового Валу. 1854» (2003)
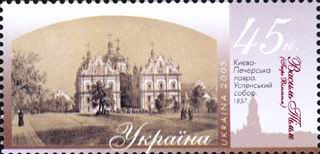
Марка Укрпошти з серії «Київ очима художників»: «Києво-Печерська лавра. Успенський собор. 1857» (2003)